# Trobni Dol
Trobni Dol je naselje v Občini Laško, del krajevne skupnosti Šentrupert nad Laškim.

## Cerkev
Cerkev sv. Barbare, zgrajena leta 1993, stoji na razglednem mestu nad vasjo.